# Skräcknätter i Paris
Skräcknätter i Paris (engelska: Reign of Terror, även känd som The Black Book) är en amerikansk långfilm från 1949 i regi av Anthony Mann, med Robert Cummings, Richard Basehart, Richard Hart och Arlene Dahl i rollerna. Filmen utspelar sig i Paris under Franska revolutionen. En grupp revolutionärer försöker störta Maximilien Robespierre och stoppa hans skräckvälde. Filmen är inte längre skyddad av copyright och kan tas hem lagligt från Internet.

## Handling
Maximilien Robespierre (Richard Basehart) är redan landets mäktigaste man, men vill bli dess diktator. Han försöker tvinga Paul Barras (Richard Hart) att nominera honom inför Nationalkonventet. Barras vägrar och går under jorden.
Under tiden dödar patrioten Charles D'Aubigny (Robert Cummings) i hemlighet den blodtörstande åklagaren Duval (Charles Gordon) från Strasbourg. Duval hade blivit kallad till Paris av Robespierre av okänd anledning och D'Aubigny tar nu åklagarens plats. Eftersom ingen tidigare träffat Duval upptäcker ingen bluffen. Robespierre informerar D'Aubigny att hans svarta bok har blivit stulen. Boken innehåller namnen på alla de han har planerat att få avrättade och Robespierres många fiender hålls i schack på grund av ovissheten om deras namn finns med på listan eller inte. Om de skulle få reda på innehållet i boken skulle de gå samman och störta honom. Han ger D'Aubigny rätten över alla invånare i Frankrike (förutom Robespierre själv) för de närmsta 24 timmarna - allt för att hitta den svarta boken.

## Rollista
| Robert Cummings  | – Charles D'Aubigny      |
| Richard Basehart | – Maximilian Robespierre |
| Richard Hart     | – François Barras        |
| Arlene Dahl      | – Madelon                |
| Arnold Moss      | – Fouché                 |
| Norman Lloyd     | – Tallien                |
| Charles McGraw   | – Sergeant               |
| Beulah Bondi     | – Grandma Blanchard      |
| Jess Barker      | – Saint Just             |